# جورج بوهلر
جورج بوهلر (و. 1837 – 1898 م) هو مختص في علم الهنديات، وأستاذ جامعي ألماني، كان عضوًا في الأكاديمية النمساوية للعلوم، والأكاديمية الروسية للعلوم، والأكاديمية البروسية للعلوم، توفي في لينداو، عن عمر يناهز 61 عاماً، بسبب غرق.

## التعليم
تعلم في جامعة غوتينغن، وتعلم في جامعة مومباي.

## روابط خارجية
- جورج بوهلر على موقع الموسوعة البريطانية (الإنجليزية)